# Ständerhuset

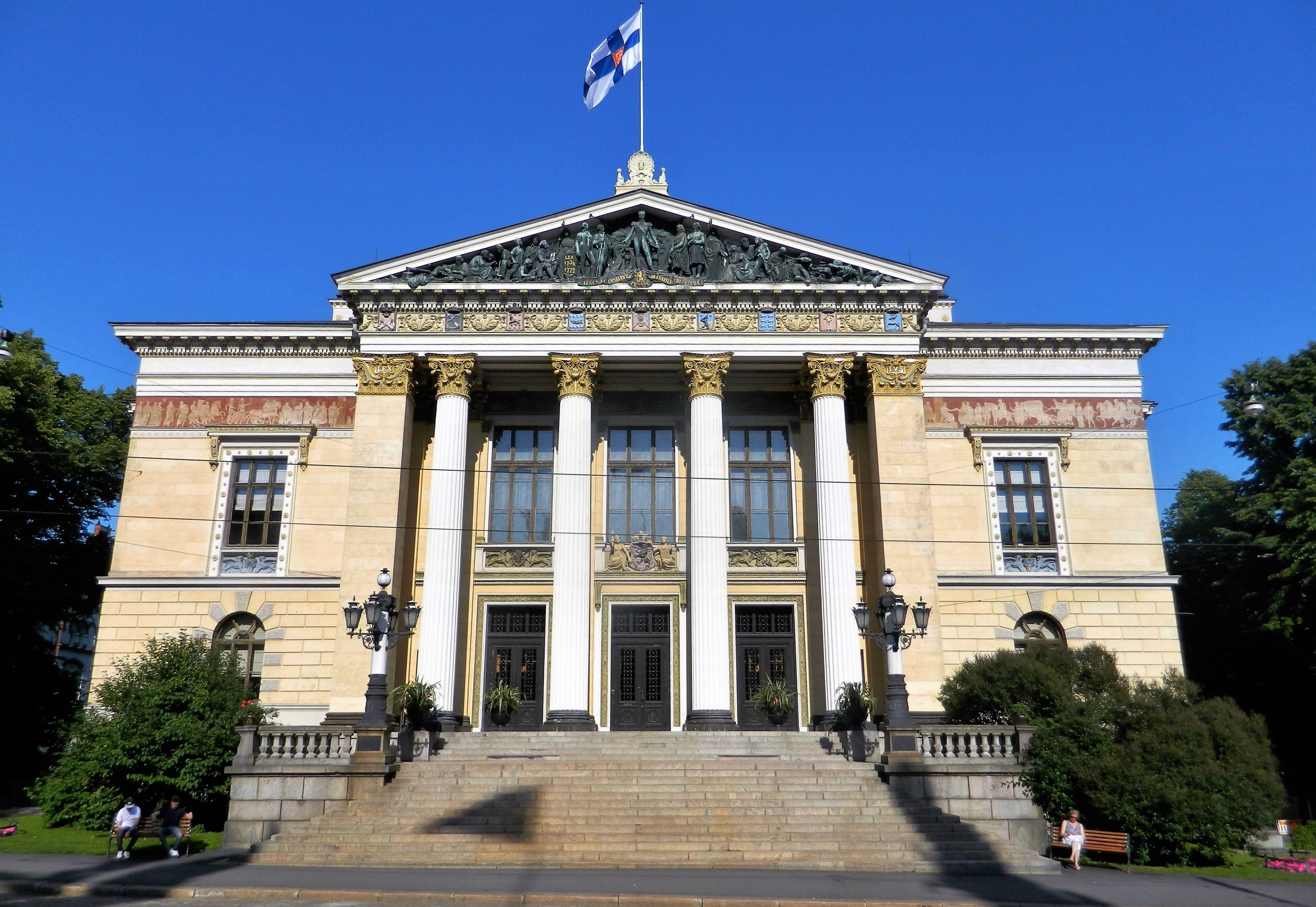
Ständerhuset sett från Snellmansgatan.

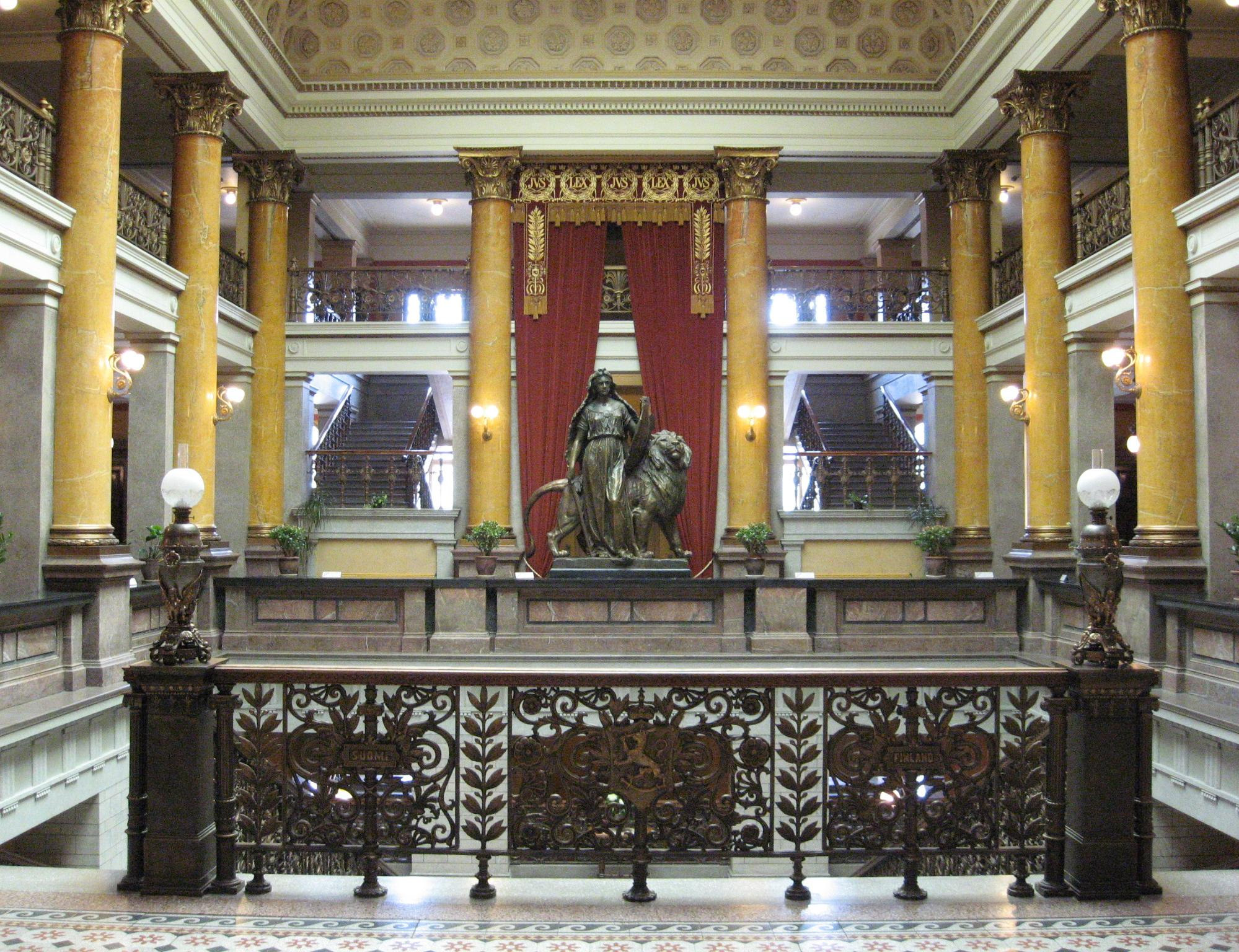
Ständerhusets storslagna trappa och skulpturen Lagen i guldbrons.

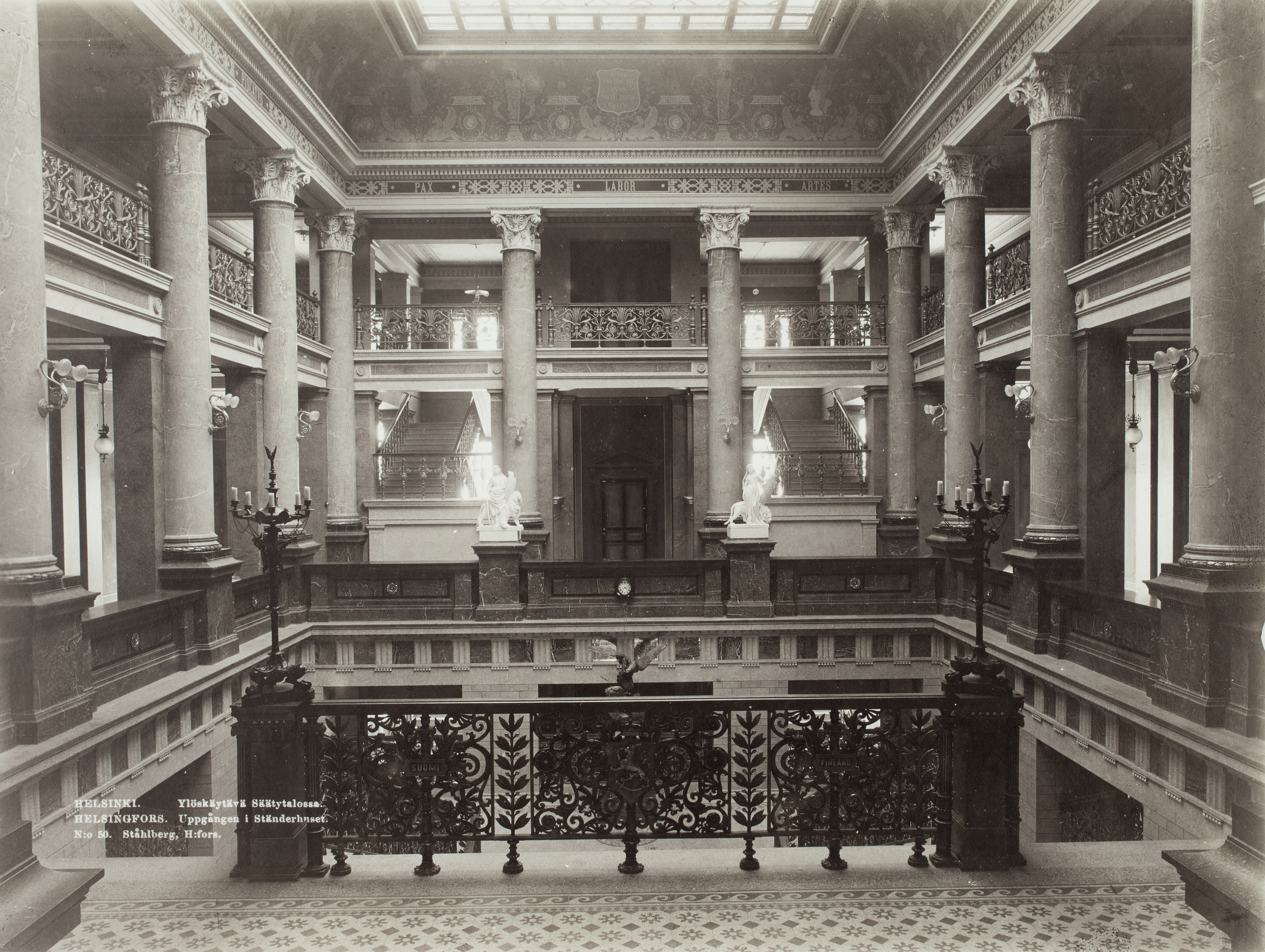
Ständerhuset ca. 1900.

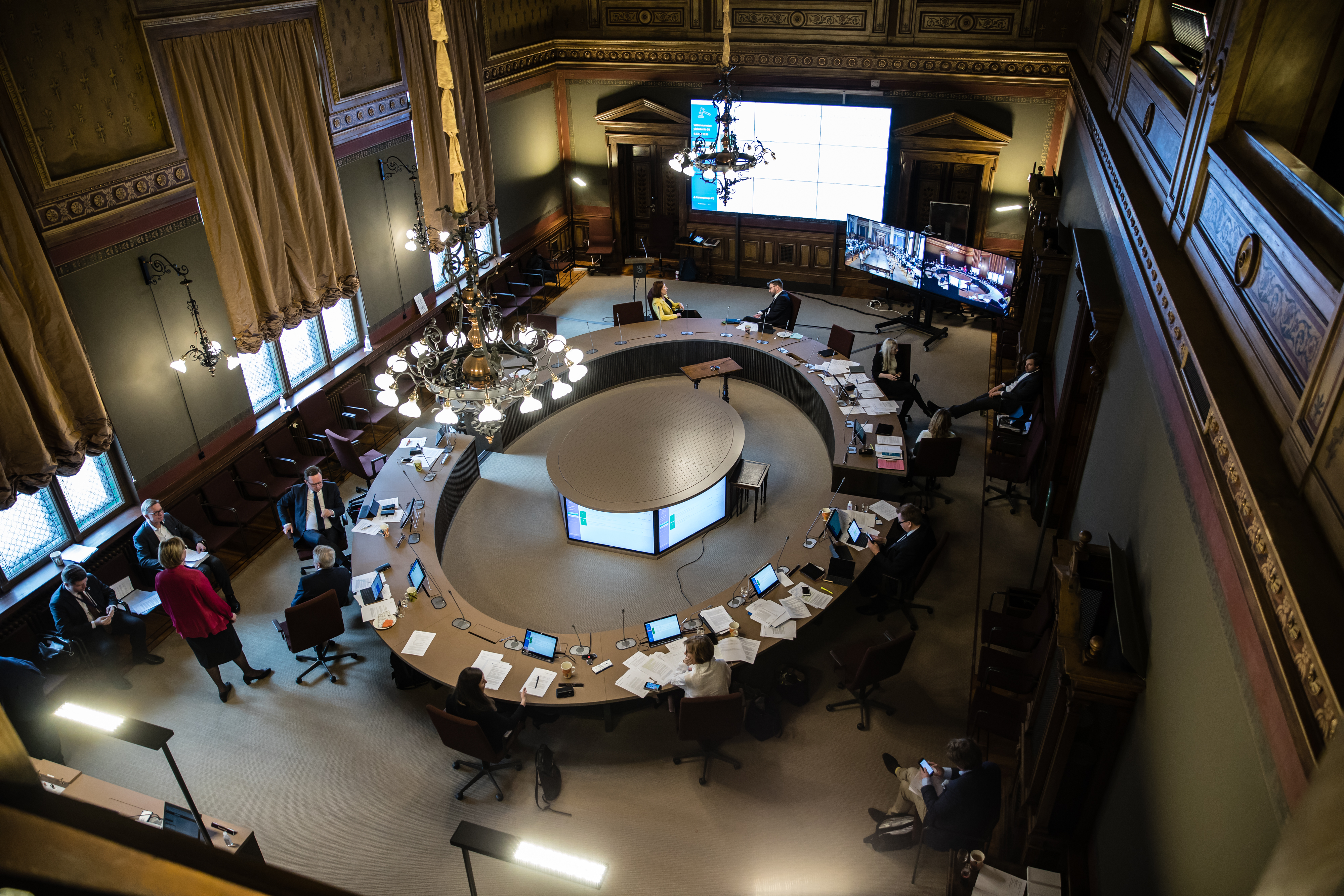
Regeringens överläggning på Ständerhuset i april 2020.

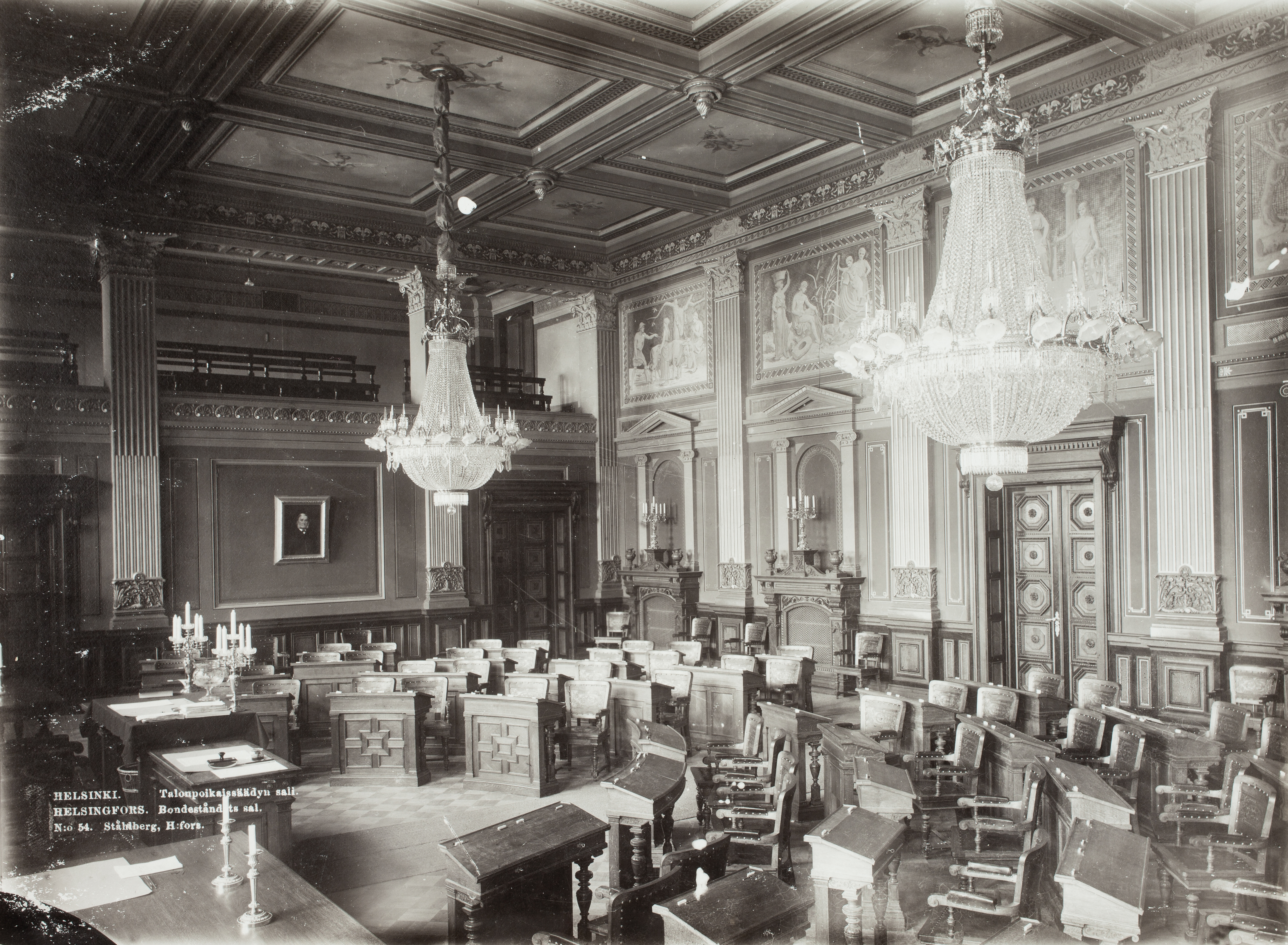
Bondeståndet var ett av de ofrälse stånden som samlades i Ständerhuset. De två övriga var prästeståndet och borgarståndet.

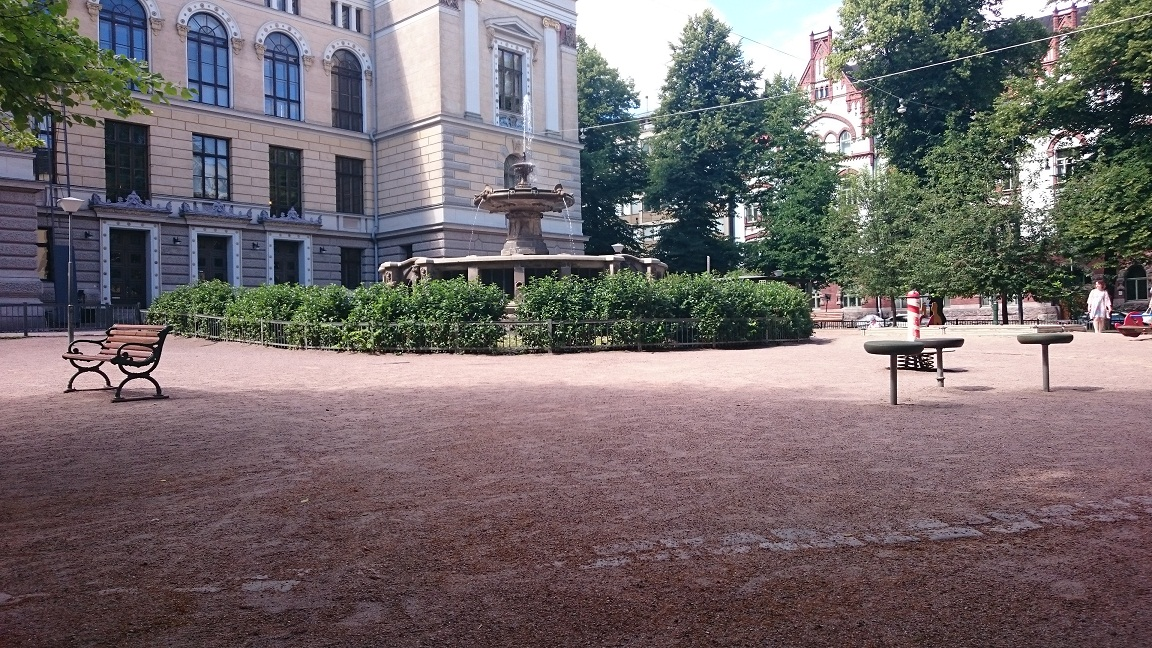
Ständerhusets trädgård.

Ständerhuset (finska: Säätytalo) är en byggnad, belägen i stadsdelen Kronohagen i Helsingfors. Den fungerar för närvarande som statlig mötes- och representationslokal och är idag mest känd som den plats där finska regeringsförhandlingar ofta hålls efter riksdagsval.

## Historia
När Finlands grundlagsmöten började hållas regelbundet från 1860-talet fanns det ett behov av att bygga permanenta lokaler för dessa i huvudstaden. 
Adelsståndet byggde Riddarhuset som mötesplats redan 1862. De tre icke-adliga stånden, det vill säga prästerskapet, borgarklassen och bönderna, fick vänta på sina egna lokaler tills Ständerhuset färdigställts. Varje stånd fick sin egen sessionssal i huset. Byggnaden invigdes i januari 1891. Dess ursprungliga funktion var att fungera som de ofrälse ståndens sessionsbyggnad under lantdagar men efter det att Finland hade fått enkammarsriksdag 1906 användes byggnaden till utskottens och partigruppernas sammankomster. 
Från 1978 till 1988 var Ständerhuset statsrådets kansli. Åren 1988–1993 genomgick huset en grundlig restaurering och har sedan dess fungerat som finländska statens representations- och mötesutrymmen. Bland annat har flera regeringsförhandlingar skett på Ständerhuset.
När parlamentshuset stod färdigt 1931 användes Ständerhuset av en delegation från Forskarsällskapet. Byggnaden var känd som Vetenskapsföreningarnas hus fram till 1978, då den kom under regeringskansliets kontroll. Som mest hade 65 klubbar sina kontor där, och deras evenemang anordnas fortfarande där. En omfattande restaurering, enligt arkitekt Vilhelm Helanders planer, påbörjades 1988, och den färdigställdes för interiören 1991 och för exteriören 1993. Sedan dess har byggnaden använts för möten och representationsevenemang av olika departement. Den borgerliga statens tidigare sessionssal heter numera Festsalen, bondestatens sal är Föreläsningssalen och prästens statssal är Informationssalen.

## Arkitektur
Byggnaden uppfördes efter arkitekten Gustaf Nyströms ritningar. Den stod färdig 1890 och togs i bruk i januari 1891. Byggnadens tympanon är dekorerad av skulptören Emil Wikströms bronsskulpturgrupp "Alexander den förste och Borgå riksdag 1809". Den visar den ryske kejsaren Alexander I som bekräftar Finlands lagar och rättigheter vid Borgå lantdag 1809. Talarna i Borgå riksdags fyra kamrar avbildas i skulpturen. Inredningen av palatset domineras av en stor trapphall som får ljus från dekorativt målade takfönster. Ovanför avsatsen finns en kopia av Walter Runebergs skulptur "Lagen", som är placerad på sockeln till statyn av Alexander II på Senatstorget. En liknande kopia finns också i presidentpalatsets statssal.
Idag hyser Ständerhuset regeringsmöten. Det är också plats för officiella koalitionssamtal efter parlamentsvalet. Byggnaden ägs av Republiken Finland genom Senatfastigheter